# Linh dương Thomson
Linh dương Thomson, tên khoa học Eudorcas thomsonii, là một loài động vật có vú trong họ Bovidae, bộ Artiodactyla, được Günther mô tả năm 1884. Đây là một trong những loài linh dương nổi tiếng, được lấy theo tên của nhà thám hiểm Joseph Thomson, bởi vậy thỉnh thoảng loài này còn được gọi là "tommie".
Một số nhà khoa học coi linh dương Thomson là một phân loài của linh dương mặt đỏ. Trước đây, chúng từng được xếp vào chi Gazella, phân chi Eudorcas trước khi Eudorcas cũng được coi là một chi riêng. Linh dương Thomson là loài linh dương phổ biến nhất tại khu vực Đông Phi với khoảng hơn 500 nghìn cá thể trên toàn bộ châu Phi.

## Đặc điểm nhận dạng
Linh dương Thomson cao từ 55 đến 82 cm (22 đến 32 in), chiều dài cơ thể đạt từ 80 đến 120 cm (31 đến 47 in) và nặng khoảng 15 đến 25 kg (33 đến 55 lb) (với con cái), 20 đến 35 kg (44 đến 77 lb) (với con đực). Chúng có bộ lông màu nâu nhạt, phần bụng trắng với hai sọc đen nổi bật dọc hai bên sườn. Sừng dài và hơi cong ở cuối. Phần mông dưới đuôi có màu trắng, đây là đặc điểm nhận dạng của linh dương Thomson so với loài linh dương Grant. Mặc dù một số cá thể của loài Grant cũng có sọc đen dọc hai bên sườn nhưng phần màu trắng sau mông của chúng luôn kéo dài qua phần đuôi.

## Đặc điểm sinh học

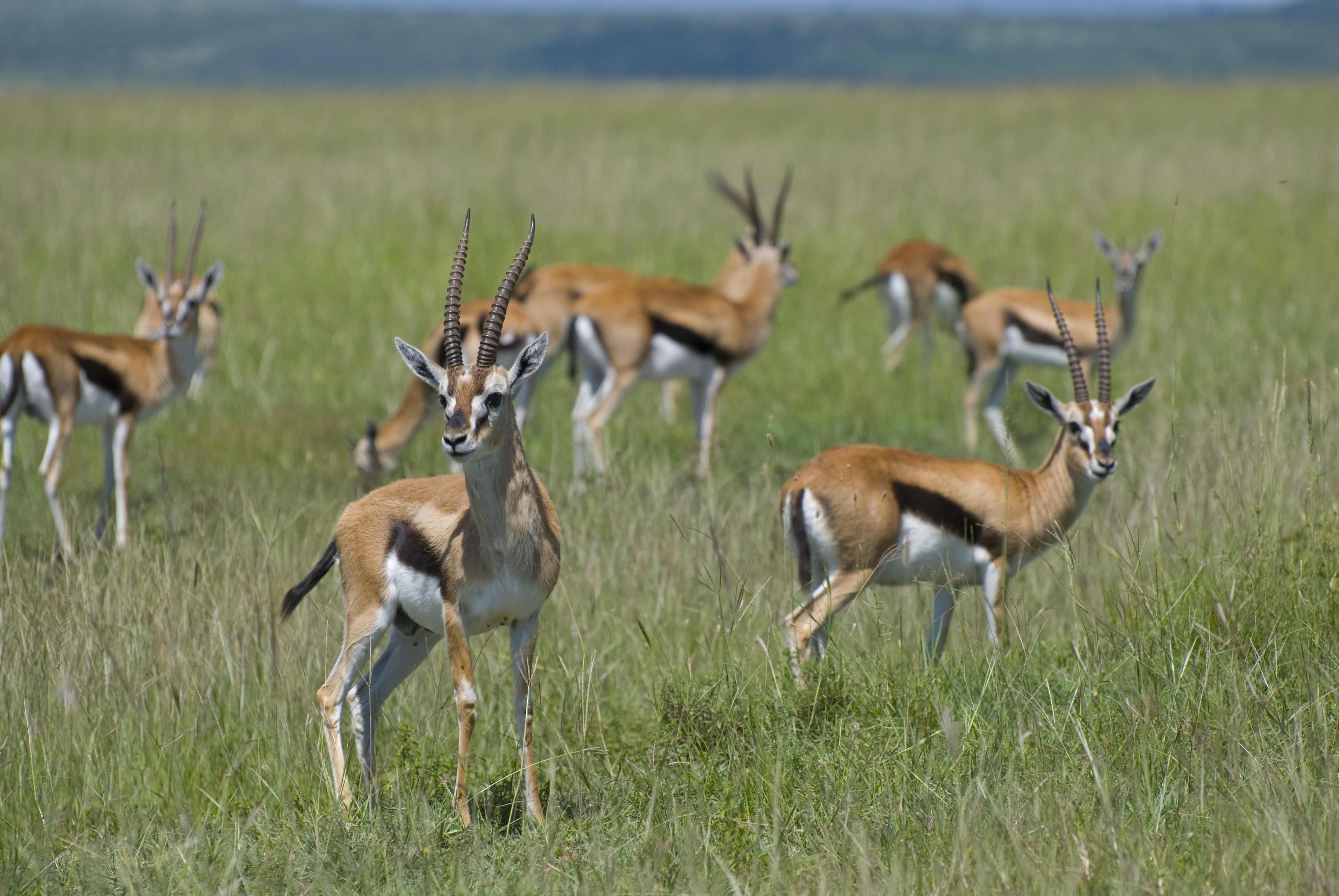
Một đàn linh dương Thomson tại Maasai Mara, Kenya

Linh dương Thomson sinh sống tại các thảo nguyên và khu vực đồng cỏ của châu Phi, đặc biệt là tại khu vực Serengeti của Kenya và Tanzania. Môi trường sống lý tưởng của loài Thomson là các khu vực cỏ thấp với nền đất khô và cứng. Tuy nhiên chúng có thể di cư sang một số khu vực có thảm cỏ cao và rừng thưa rậm rạp hơn. Linh dương Thomson là loài ăn tạp. Trong mùa mưa, chủ yếu chúng ăn cỏ tươi, nhưng trong những tháng mùa khô, chúng ăn thêm cả lá cây bụi, hoa, và cỏ khô.
Loài Thomson phụ thuộc tương đối lớn vào nguồn cỏ thấp. Vào mùa mưa, khi nguồn cỏ dồi dào, chúng tập trung với số lượng rất đông đúc. Linh dương Thomson thường sống cạnh các loài ăn cỏ lớn hơn, như ngựa vằn và linh dương đầu bò vì những loài này thường sẽ gặm thảm cỏ cao bên trên còn lũ linh dương Thomson sẽ ăn nốt lớp cỏ thấp bên dưới. Trong thiên nhiên hoang dã, linh dương Thomson có thể sống từ 10-15 năm. Chúng là nguồn thức ăn chủ yếu của loài báo săn. Thông thường, báo săn có tốc độ nhanh hơn linh dương Thomson nhưng bù lại linh dương có thể duy trì tốc độ trên một quãng đường dài và đổi hướng đột ngột. Linh dương Thomson sở hữu một tốc độ đáng kinh ngạc, từ 80 km/h (50 mph), tới 96 km/h (60 mph) trong khi vẫn di chuyển zigzag. Khả năng phi thường này đã nhiều lần cứu thoát chúng khỏi móng vuốt những con thú săn mồi. Thỉnh thoảng, báo hoa mai (báo gấm), sư tử và linh cẩu cũng săn linh dương Thomson, nhưng mục tiêu của chúng thường là những con non hoặc già yếu. Linh dương Thomson còn là con mồi của một số loài như cá sấu hay trăn, những con non có thể bị giết bởi đại bàng, chó rừng hay khỉ đầu chó. Một hành vi vô cùng đặc biệt ở loài linh dương Thomson là những bước nhún nhảy của chúng dùng để đánh lạc hướng kẻ thù hoặc phô diễn sức mạnh.

## Hành vi xã hội

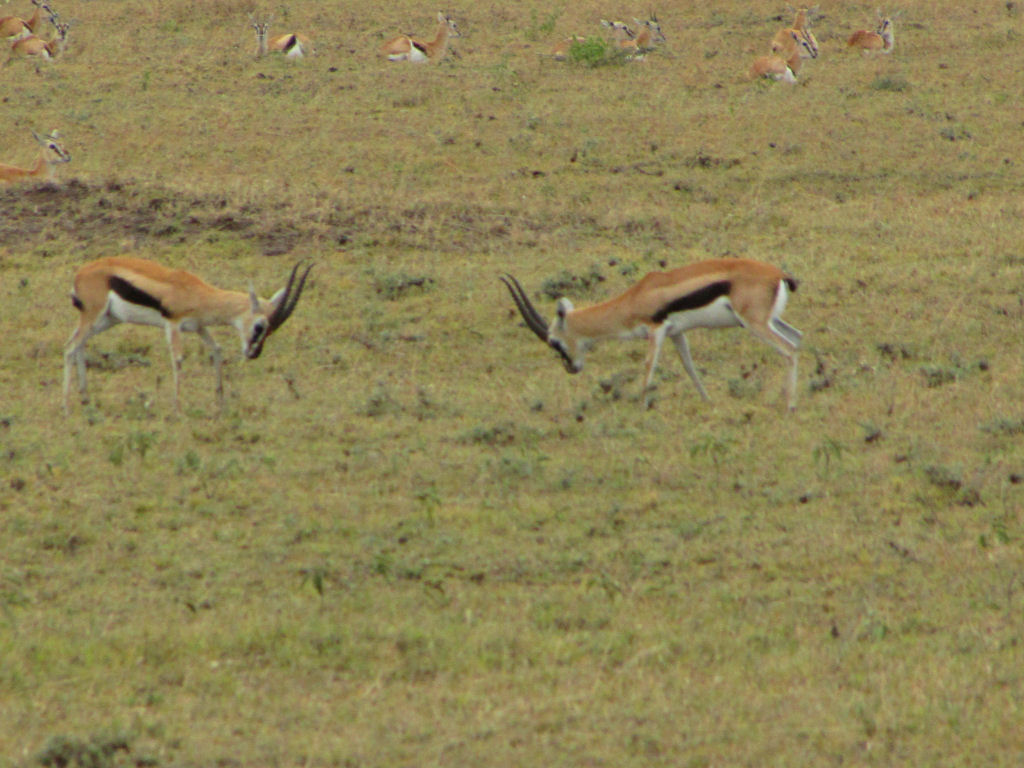
Hai con linh dương Thomson đực giao đấu trong thiên nhiên

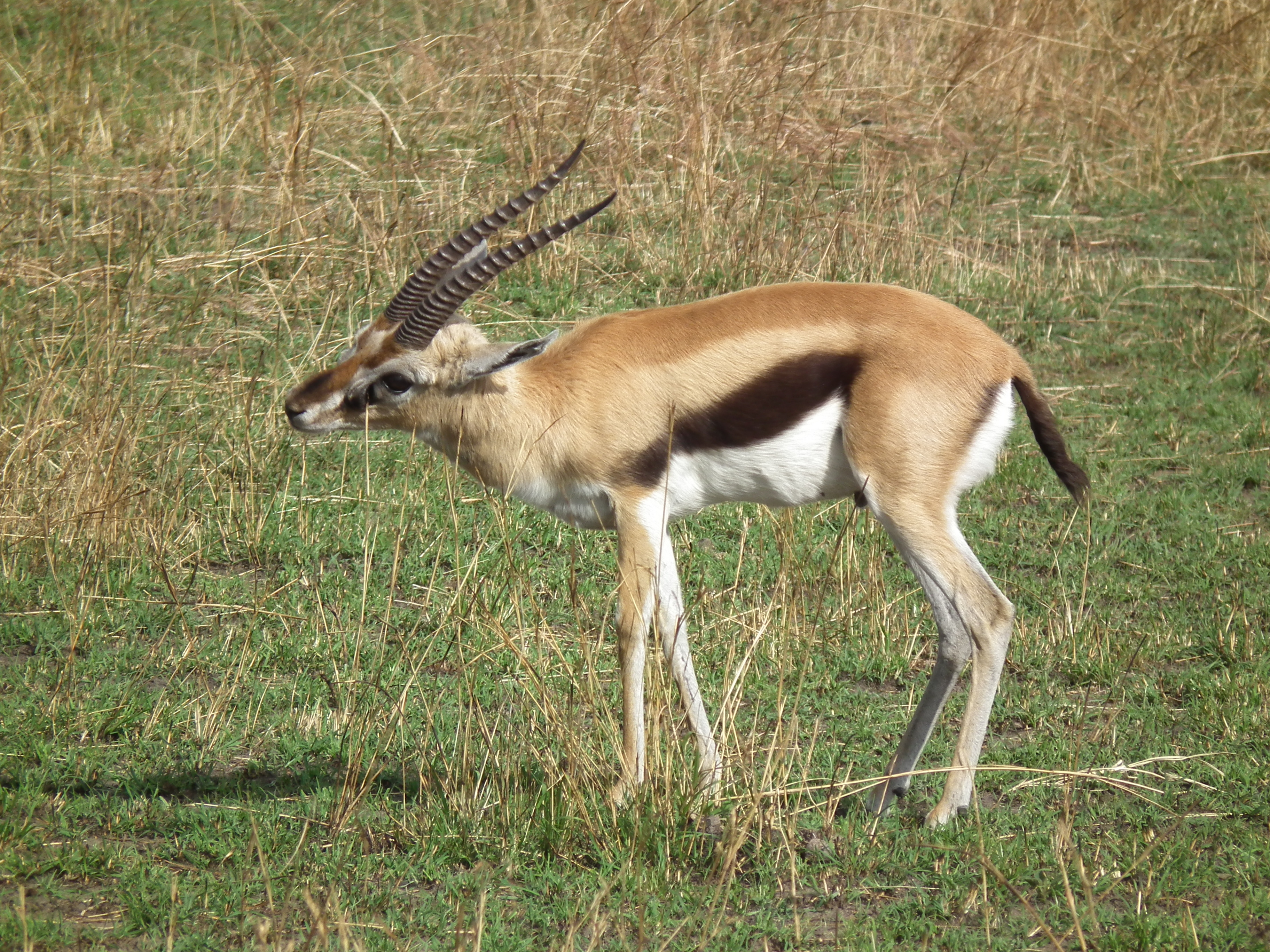
Linh dương đực cọ tuyến lệ vào cỏ

Trong suốt mùa mưa, khi nguồn thức ăn dồi dào, những con đực trưởng thành tạo lập một lãnh thổ riêng và xua đuổi những con đực còn non, gọi là "nhóm độc thân", ra khỏi lãnh thổ của chúng. Trong khi đó, những con cái sẽ hợp thành những nhóm "di cư", di chuyển từ vùng lãnh thổ này sang vùng khác, thông thường là những vùng có nguồn thức ăn dồi dào nhất. Khi những nhóm "di cư" này đi ngang qua một vùng lãnh thổ để tìm kiếm thức ăn, con đực sẽ tìm cách quây chúng lại, và thường thì chúng sẽ giữ lại được một vài con cái cho mình. Trong mùa sinh sản, những con đực mới lớn cố gắng tìm cách chứng tỏ ưu thế của mình qua các trận chiến, còn những con đực trưởng thành thích phô trương sức mạnh với nhau hơn là lao vào những trận chiến này. Nếu một con đực trong "nhóm độc thân" đi ngang qua lãnh thổ của một con đực trưởng thành, kẻ thống trị sẽ đuổi nó ra khỏi lãnh thổ của mình.
Trong khi tuần tra quanh lãnh thổ của mình, con đực trưởng thành thường đánh dấu lãnh thổ bằng cách cọ sừng và tuyến lệ  vào những khóm cỏ, nền đất hay cây bụi xung quanh. Lãnh thổ của những con đực có thể có chung đường biên giới và khi hai kẻ thống trị giáp mặt nhau, chúng sẽ tiến hành một trận chiến nghi lễ: hai con đực lao vào nhau như sắp chiến đấu nhưng rồi lại tách ra. Sau đó, hai kẻ tranh giành sẽ chạy song song dọc giới tuyến chung rồi tách nhau ra. Những trận chiến nghi thức kiểu này không phải để tìm ra kẻ chiến thắng, mà đơn giản chỉ nhằm mục đích khẳng định lãnh thổ của hai bên. Một con đực trưởng thành thường sẽ không xâm phạm lãnh thổ của những con đực khác. Cuộc tán tỉnh của linh dương đực với linh dương cái sẽ dừng lại nếu con cái chạy sang lãnh thổ của tên hàng xóm, nhưng tất nhiên là gã hàng xóm sẽ tiếp tục cuộc cuộc vui này.

## Sinh sản và chăm sóc con

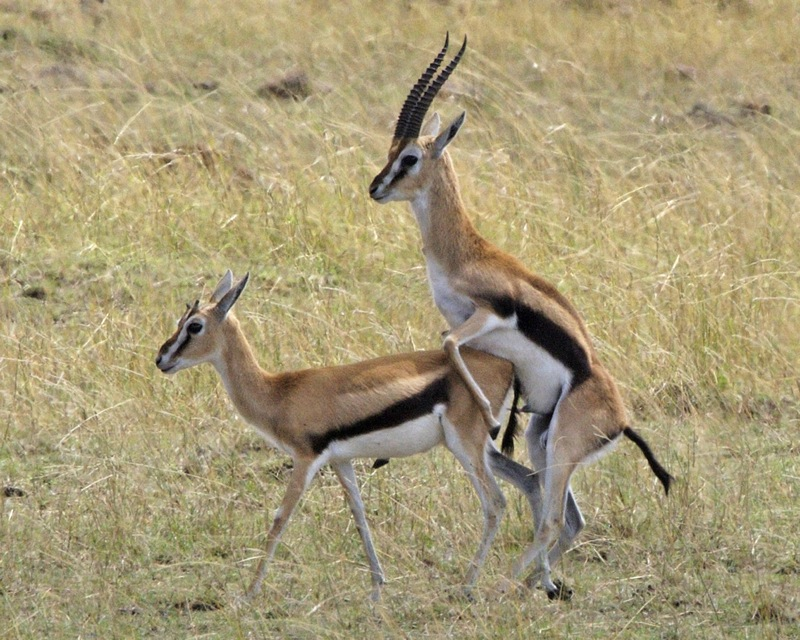
Linh dương đực đang giao phối với một con cái

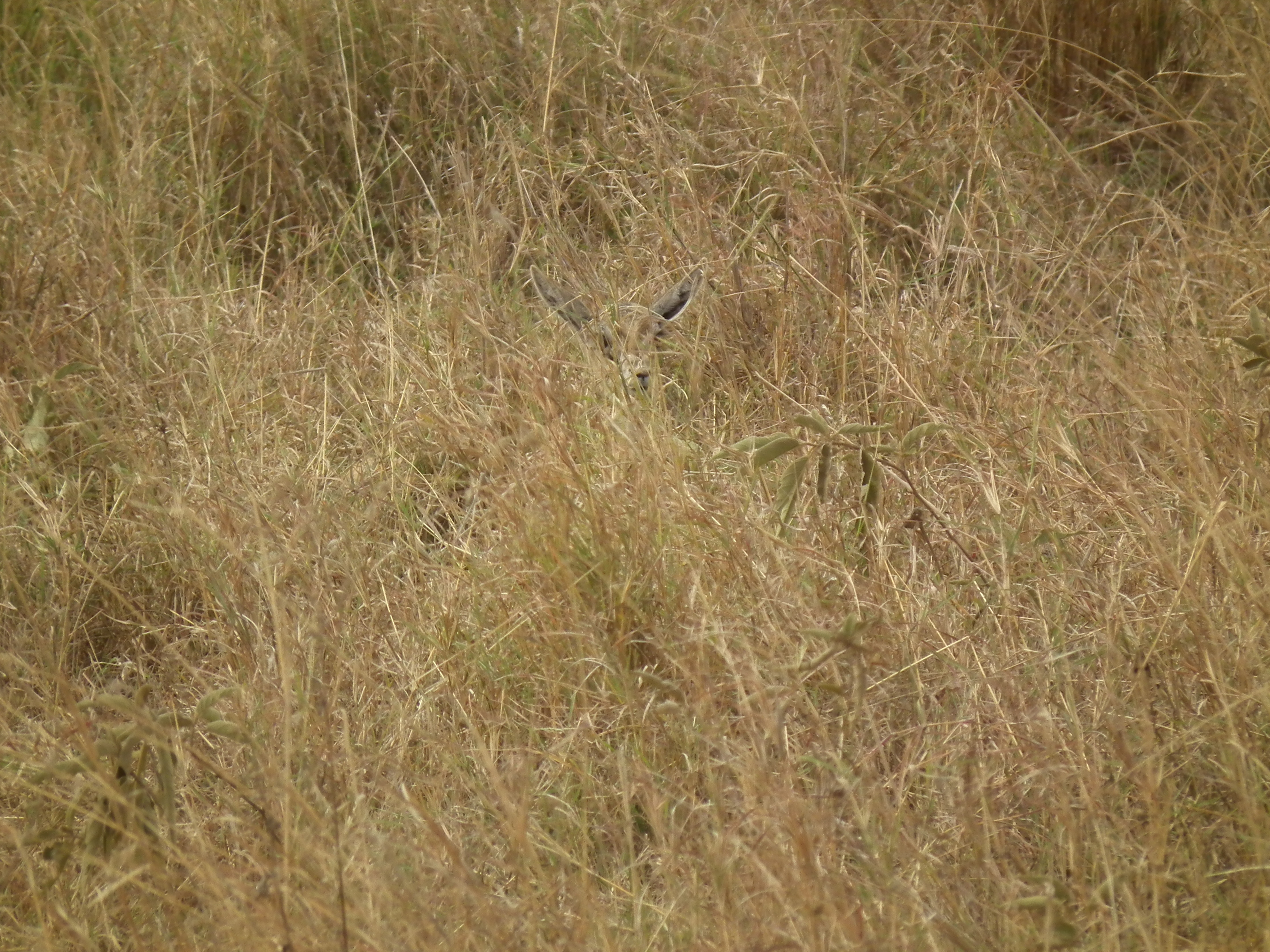
Con non trốn trong một bụi cỏ

Con đực đi theo và đánh hơi mùi nước tiểu của con cái để tìm hiểu xem con cái đã đến kì động dục và sẵn sàng giao phối hay chưa, cũng tức là đã xuất hiện phản ứng Flehmen hay chưa. Nếu như con cái đã sẵn sàng, nó sẽ tiếp tục ve vãn và tìm cách giao phối. Sau từ năm đến sáu tháng mang thai, linh dương cái sẽ rời đàn, sinh con một mình. Mỗi năm, linh dương Thomson tiến hành sinh sản một lần. Khi sinh, linh dương cái cúi thấp xuống để con non rơi xuống đất. Linh dương mẹ sẽ cắn đứt dây rốn và liếm sạch nước ối cùng nhau thai trên người linh dương con. Việc liếm láp này cũng kích thích hệ tuần hoàn của linh dương con hoạt động, cũng như để "đánh dấu" linh dương con bằng mùi đặc trưng giúp linh dương mẹ nhận ra nó.
Trong vòng sáu tiếng đầu sau sinh, linh dương con chỉ quanh quẩn cạnh mẹ, nhưng phần lớn thời gian sau đó nó sẽ tách ra, trốn trong những bụi cỏ. Linh dương mẹ cũng chỉ quanh quẩn gần khu vực con non và sẽ quay lại cho con non bú hàng ngày. Linh dương mẹ và con chỉ ở cùng nhau chừng một tiếng trước khi linh dương con quay trở lại đám cỏ cho đến lần gặp gỡ kế tiếp. Linh dương mẹ có thể tập trung lại cùng nhau, nhưng không bao giờ chúng lập một "vườn trẻ" cho những con non của mình. Chúng có thể chiến đấu chống lại một số loài ăn thịt như chó rừng và thỉnh thoảng cả khỉ đầu chó để bảo vệ con non, tất nhiên là trừ những kẻ ăn thịt lớn hơn. Linh dương mẹ có thể bảo vệ con của nó bằng cách húc thẳng cặp sừng của mình vào một con khỉ đầu chó đực.
Khi con non được hai tháng tuổi, nó đi cùng mẹ nhiều hơn và giảm dần thời gian trốn trong đám cỏ. Cuối cùng, nó sẽ dừng hẳn việc trốn tránh này lại. Khoảng thời gian này là lúc linh dương con sẽ tập ăn thức ăn cứng nhưng nó vấn tiếp tục bú mẹ. Hai mẹ con linh dương sau đó sẽ gia nhập vào cả đàn. Những con cái non có thể đi theo linh dương mẹ đến hơn một năm tuổi. Những con đực non không được may mắn như vây, chúng sẽ bị những kẻ thống trị đuổi đi nếu theo linh dương mẹ tiến vào lãnh thổ riêng của những con đực này. Linh dương mẹ sau đó vẫn tiếp tục chăm sóc linh dương đực non, nhưng sẽ bỏ đi khi những con non đủ lớn; con non sẽ gia nhập vào "nhóm độc thân".

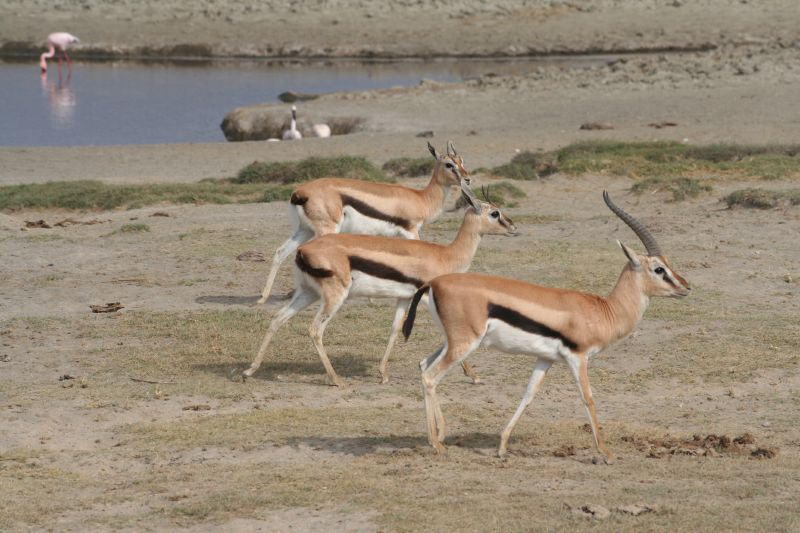
Linh dương đực và cái ở Ngorongoro Crater

## Tình trạng
Số lượng loài linh dương Thomson trong tự nhiên ước tính còn lại khoảng 550,000 cá thể. Số lượng của chúng đã giảm 60% kể từ năm 1978 tới năm 2005. Hiểm họa chính với loài linh dương Thomson là những tác động tiêu cực của khách du lịch, thay đổi môi trường sống, cháy rừng, và việc mở các tuyến đường mới. Những cuộc khảo sát gần đây đã cho thấy sự suy giảm đột ngột số lượng loài linh dương Thomson (60-70%) trong thời gian khoảng 20 năm từ cuối những thập niên 70 tại một số khu vực, bao gồm cả một số khu vực bảo tồn như Serengeti, Masai Mara, và Ngorongoro.

## Chuyên sâu
- Gazelles and Their Relatives, Fritz Walther (1984)